# نیو برلین (تگزاس)
نیو برلین، تگزاس (به انگلیسی: New Berlin, Texas) یک شهر در ایالات متحده آمریکا با جمعیت ۴۶۷ نفر است که در تگزاس واقع شده‌است.

## موقعیت جغرافیایی
موقعیت جغرافیایی شهرها و مناطق اطراف به شرح زیر است: